# Любини (Львовская область)
Любини (укр. Любині) — село в Яворовской городской общине Яворовского района Львовской области Украины.
Население по переписи 2001 года составляло 866 человек. Занимает площадь 2,737 км². Почтовый индекс — 81037. Телефонный код — 3259.

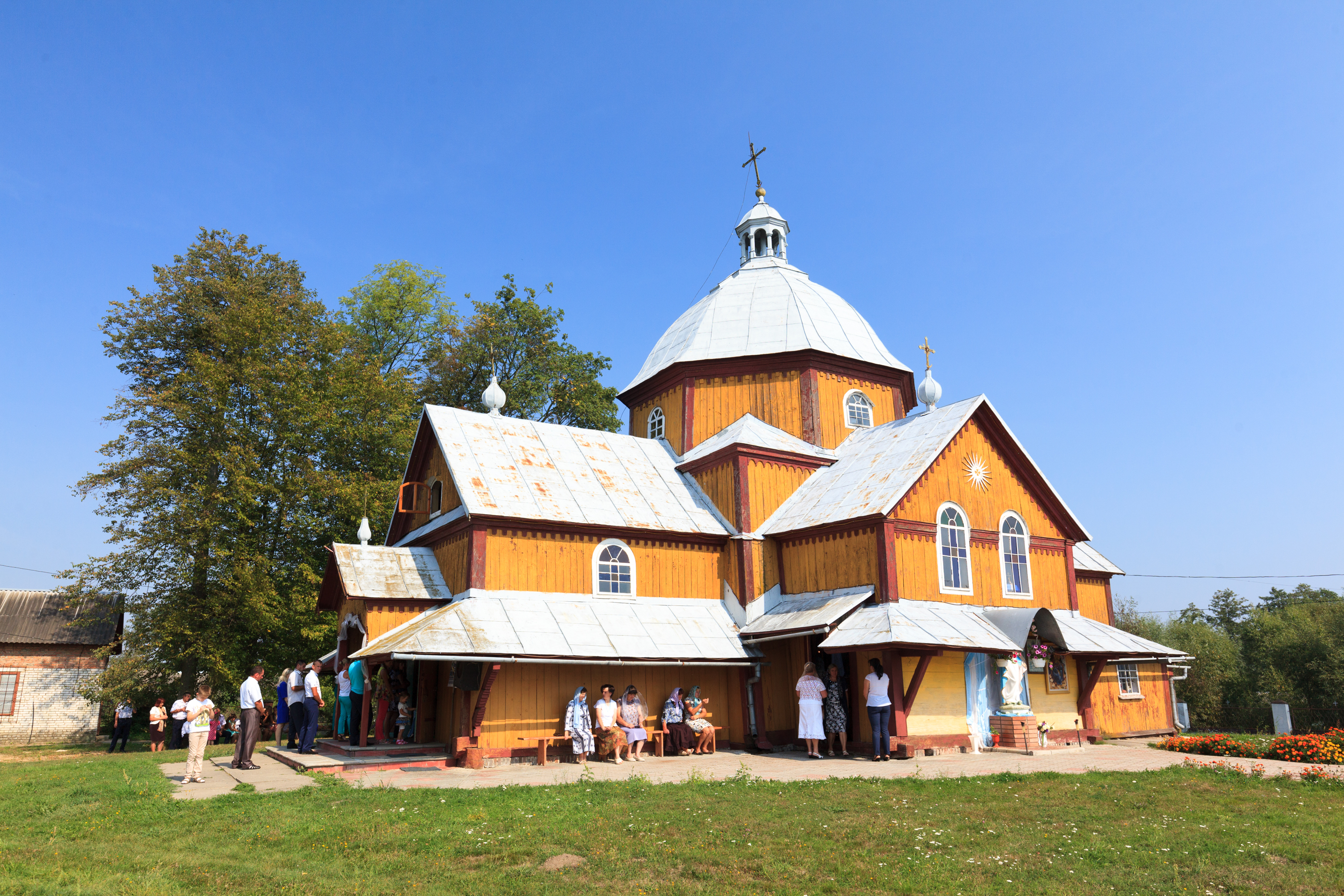
Церковь Ильи Пророка, 1812